# Luc Montagnier
Luc Montagnier (Chabris, 18 de agosto de 1932 - Neuilly-sur-Seine, 8 de febrero de 2022) fue un virólogo e investigador francés. Realizó su doctorado en Medicina en la Universidad de Poitiers y en 1967 inició sus investigaciones en virología. En 1972 fue nombrado jefe de la Unidad Oncológica Viral del Instituto Pasteur, y en 1974 fue designado también director del Centro Nacional para la Investigación Científica (CNRS, en francés). En 2008 obtuvo el Premio Nobel de Medicina, junto a Françoise Barré-Sinoussi, por el descubrimiento del virus de inmunodeficiencia humana (VIH), causante del sida; dicho galardón fue compartido con Harald zur Hausen, quien fue premiado por el descubrimiento de los virus del papiloma humano que causan cáncer cervical.

## Principales aportaciones
En 1983 el equipo del que forma parte describió e identificó lo que sería uno de los mayores descubrimientos de las últimas décadas del siglo XX: el virus VIH causante del sida, apenas poco después de que este síndrome fuera reconocido como una nueva entidad patológica, en 1981. El virus fue llamado inicialmente virus asociado a linfomadenopatía (LAV). Un año después el equipo del estadounidense Robert Gallo confirmó el descubrimiento del virus y que este era el causante del sida. El virus fue renombrado virus T-linfotrópico tipo III (HTLV-III).
Durante muchos años hubo una fuerte disputa sobre si el primero en aislar el virus había sido Montagnier o Gallo. En noviembre de 1990, la Oficina de Integridad Científica de los Institutos Nacionales de la Salud intentaron clarificar el asunto designando a una comisión que analizara las muestras almacenadas en el Instituto Pasteur y en el Laboratorio de Biología de Células Tumorales del Instituto Nacional del Cáncer entre 1983 y 1985. El grupo, liderado por Sheng-Yung Chang, concluyó que el virus de Gallo provenía del laboratorio de Montagnier. Chang concluyó que el virus del grupo francés había contaminado un cultivo del que el grupo de Montagnier había enviado una muestra a Gallo, y a su vez contaminó los cultivos en los que Gallo estaba trabajando.
Hoy en día se reconoce que el grupo de Montagnier fue el primero en aislar el virus VIH, pero que el grupo de Gallo fue el que demostró que el virus causa el sida y fue responsable de gran parte del desarrollo científico que hizo posible el descubrimiento, incluyendo una técnica desarrollada previamente por Gallo para el cultivo de células T en laboratorio.
En el número del 29 de noviembre de 2002 de Science, Gallo y Montagnier publicaron una serie de artículos, uno de ellos firmado por ambos, en el que reconocen las aportaciones fundamentales que cada uno había tenido en el descubrimiento del VIH.

## Premios
Se le otorgó el Premio Príncipe de Asturias de Investigación Científica y Técnica, compartido con Robert Gallo, en el año 2000 y el Premio Nobel de Medicina en 2008 compartido con Harald zur Hausen y Françoise Barré-Sinoussi.

## Polémica
En los últimos años, el prestigio de este científico francés se ha visto ensombrecido por poner en entredicho la seguridad de las vacunas sin haber realizado ningún estudio sobre el tema por su cuenta, como así también por manifestar su apoyo a la homeopatía.
Además, la publicación de un artículo en el que Montagnier afirma haber detectado señales electromagnéticas de soluciones diluidas de ADN bacteriano y vírico.